# Tha Eastsidaz
Tha Eastsidaz fue un grupo de rap formado por Snoop Dogg, Tray Deee y Goldie Loc. 

## Biografía
El grupo se formó en 2000 y su debut se produjo en el sencillo de Snoop Dogg "Lay Low" del álbum Tha Last Meal. 
Posteriormente, firmaron por Doggystyle Records y grabaron su álbum de debut titulado Snoop Dogg Presents Tha Eastsidaz. El disco fue un éxito y consiguió ser platino.
Al año siguiente, lanzaron su segundo álbum, Duces 'N Trayz: The Old Fashioned Way. Tuvo buenas críticas, pero fue oro a diferencia de su anterior trabajo, que fue platino. 
El grupo se disolvió cuando Snoop abandonó el mismo, y Tray Deee fue sentenciado a 12 años de prisión por intento de asesinato. En 2005, Goldie Loc y Snoop Dogg se reunieron de nuevo como Tha Eastsidaz para grabar un nuevo álbum llamado Free Tray Deee, Vol. 1, en honor a su compañero encarcelado.

## Álbumes
- Snoop Dogg Presents Tha Eastsidaz (2000) - Platino
- Duces 'N Trayz: The Old Fashioned Way (2001) - Oro
- Statues & Limitations (Cancelado)
- Free Tray Deee, Volume 1 (2005) (Grabación Underground)